# Dorothy Parker
Dorothy Parker, właśc. Dorothy Rothschild (ur. 22 sierpnia 1893, zm. 7 czerwca 1967) – amerykańska poetka i pisarka.

## Życiorys
Dorothy Parker urodziła się jako Dorothy Rothschild w West End w stanie New Jersey. Tworzyła zarówno poezję, jak i prozę. Pisała dla renomowanych czasopism, jak „Vogue”, „Vanity Fair” i „The New Yorker”. Ostry dowcip autorki przyniósł jej sławę, jednak pod nim kryła się samotna walka z depresją. Należała do grupy literackiej Algonquin Hotel. Wiele z jej opowiadań ukazało się w tłumaczeniu polskim.
Angażowała się w antyfaszystowskie działania polityczne. Była członkinią m.in. Joint Anti-Fascist Refugee Committee, jak również pomagała założyć Hollywood Anti-Nazi League.

## Twórczość
- Enough Rope (1926)
- Sunset Gun (1927)
- Close Harmony (1929)
- Laments for the Living (1930)
- Death and Taxes (1931)
- After Such Pleasures (1933)
- Collected Poems: Not So Deep As A Well (1936)
- Here Lies (1939)
- The Portable Dorothy Parker (1944)
- The Ladies of the Corridor (1953)
- Constant Reader (1970)
- A Month of Saturdays (1971)
- Not Much Fun: The Lost Poems of Dorothy Parker (1996, pośmiertnie)

W polskim tłumaczeniu ukazały się dwa tomy opowiadań Dorothy Parker:
- Międzymiastowa Nowy Jork-Detroit – Czytelnik 1958
- Gra – Znak 2006

Wybrane utwory Dorothy Parker znalazły się również w tomach:
- Nowele amerykańskie – Ludowa Spółdzielnia Wydawnicza 1950
- Rekord Johna Cucu: Antologia postępowej noweli amerykańskiej – Czytelnik 1956
- 18 współczesnych opowiadań amerykańskich – Iskry 1957
- 13 opowiadań amerykańskich – Iskry 1969
- No tak, ale.... Wybór satyry amerykańskiej – Wydawnictwa Artystyczne i Filmowe 1977

## Filmy biograficzne
- Pani Parker i krąg jej przyjaciół (1994) – reż. Alan Rudolph. W rolę Dorothy Parker wcieliła się Jennifer Jason Leigh.